# Sionska stolnica, Tbilisi
Sionska stolnica ali Stolnica  Marijinega vnebovzetja (gruzijsko: სიონის ღვთისმშობლის მიძინების ტაძარი, 'stolnica Marijinega zaspanja') je gruzinska pravoslavna stolnica v Tbilisiju, glavnem mestu Gruzije. Po srednjeveški gruzijski tradiciji poimenovanja cerkva po določenih krajih v Sveti deželi ima Sionska stolnica ime po griču Sion v Jeruzalemu. Splošno znana je kot Tbilisi Sioni, da jo ločimo od več drugih cerkva po Gruziji, ki nosijo ime Sioni.
Stolnica Tbilisi Sioni stoji v zgodovinski Sionis Kuči (ulici Sioni) v središču Tbilisija, z vzhodno fasado pred desnim bregom reke Kura (Mtkvari). Zgrajena je bila v 6. in 7. stoletju. Od takrat so jo večkrat uničili tuji zavojevalci, a so vedno znova rekonstruirali. Trenutna cerkev temelji na različici iz 13. stoletja z nekaterimi spremembami od 17. do 19. stoletja. Sionska stolnica je bila glavna gruzijska pravoslavna stolnica in sedež katolikosa-patriarha celotne Gruzije, dokler ni bila leta 2004 posvečena stolnica Svete Trojice.

## Zgodovina
Po srednjeveških gruzijskih kronikah je gradnjo prve cerkve na tem mestu začel kralj Vahtang I. Iberijski (Gorgasali) v 5. stoletju. Sto let pozneje, okoli leta  575, je Guaram, iberski knez (Kartli), začel graditi novo strukturo, ki jo je dokončal njegov naslednik Adarnase okoli leta 639. Po legendi sta bila v tej cerkvi pokopana oba kneza, vendar o njunih grobovih ni bilo najdenih sledi. To zgodnjo cerkev so Arabci popolnoma uničili. Pozneje je bila zgrajena de novo.
Stolnico je kralj David Graditelj v celoti obnovil leta 1112. Temeljni elementi obstoječe zgradbe izvirajo iz tega obdobja. Močno je bila poškodovana leta 1226, ko so njeno kupolo po naročilu Jalal ad Dina Mingburna porušili. Pozneje leta 1386 jo je Timur popravil, vendar jo je kralj Aleksander I. ponovno popravil. Med perzijskimi vpadi leta 1522 in v 17. stoletju je bila ponovno poškodovana.
Leta 1657 je tbilisijski metropolitanski nadškof Elise Saginašvili (umrla 1670) bistveno obnovil kupolo, oboke, dodal južno kapelo, slike in okras v južnem prizidku, vendar je bila zgradba leta 1668 spet opustošena, tokrat zaradi potresa. Regent Kartlija, batonišvili ('knez') Vahtang, je leta 1710 izvedel obnovo kupole in kamnitih plošč zidov stolnice, kot je vklesano na severni steni. Iz tega obdobja izvira sedanja obloga cerkve iz tufa. Zaradi invazije Perzijcev leta 1795 je bila cerkev spet poškodovana.
Notranjost stolnice je dobila drugačen videz med letoma 1850 in 1860, ko je ruski umetnik in general knez Grigorij Gagarin (1810–1893) sestavil zanimivo serijo poslikav, čeprav so bile številne srednjeveške freske zato izgubljene. Del fresk na zahodni steni je v 1980-ih izdelal gruzijski umetnik Levan Cuckiridze.
Kamnit ikonostas izhaja iz 1850-ih let, nastal pa je tudi po zasnovi G. Gagarina. Nadomestil je lesen ikonostas, požgan med perzijsko invazijo leta 1795. Levo od oltarja je čaščen Križ vinske trte (tudi gruzijski križ ali križ sv. Nine, glavni simbol gruzijske pravoslavne cerkve in izhaja iz 4. stoletja našega štetja, ko je krščanstvo postalo uradna religija v kraljestvu Iberije (Kartli)), ki ga je po tradiciji skovala sveta Nina, kapadoška ženska, ki je v začetku 4. stoletja pridigala krščanstvo na Kavkazu.  Kralj Vahtang III. Gruzijski je podaril relikviarij v začetku 14. stoletja.
V Sionski stolnici je bil prvič objavljen ruski carski manifest o aneksiji Gruzije. 12. aprila 1802 je ruski vrhovni poveljnik v Gruziji general Karl von Knorring zbral gruzijske plemiče v stolnici, ki so jo nato obkolile ruske čete. Plemiči so bili prisiljeni priseči na rusko cesarsko krono; vsi, ki se niso strinjali, so bili priprti.
Sionsko stolnico so uporabljali tudi v sovjetskih časih, delno je bila obnovljena med letoma 1980 in 1983.

## Arhitektura
Sionska stolnica je značilen primer srednjeveške gruzijske cerkvene arhitekture s tlorisom križa v kvadratu, s štrlečimi poligonalnimi apsidami na vzhodni fasadi. Glavni vhod je na zahodni strani. Kupola s tamburjem je podprta z oltarno steno in dvema prosto stoječima stebroma (bolj napredna zasnova, ki se je pojavila po 11. stoletju). Prehod s stebrov na tambur poteka preko koničastih lokov. Poleg tega so stebri povezani s severnim in južnim obzidjem s čeladastimi loki (verjetno 16. stoletje). Rumeni tuf, iz katerega je bila zgrajena stolnica, prihaja iz Bolnisija, mesta jugozahodno od Tbilisija. Fasade so preproste, z malo okrasja, čeprav sta na zahodni strani bas-reliefu križ in priklenjen lev ter na severni strani angel in svetniki. Vseh šestnajst oken ima izrezljane okrasne okvirje. Plitvi reliefi označujejo pozno dekoracijo.
Severno od stolnice, znotraj dvorišča, stoji samostoječi trinadstropni zvonik iz obdobja rekonstrukcije kralja Aleksandra I. leta 1425, ki ga je leta 1795 uničil perzijski šah Aga Mohamed kan Kadžar, leta 1939 pa je bil obnovljen v sedanji podobi.
Čez ulico stoji še en trinadstropni zvonik; eden najzgodnejših primerov ruske neoklasicistične arhitekture v regiji . Dokončan leta 1812 je bil zvonik naročen pod Pavlom Cicjanovom z denarjem, podeljenim v znak priznanja njegovi zasedbi Ganje za Rusko cesarstvo.
Freske, ki jih je slikal G. Gagarin in ikonostas, ki ga je zasnoval v 1950-ih do 1960-ih letih, so se razlikovali od tradicionalne gruzijske tradicije.

## Grobnice
Sionska stolnica služi kot pokopališče več pomembnih cerkvenih dostojanstvenikov, med njimi katolikosov-patriarhov 20. stoletja in gruzijske gospodarske in politične osebnosti Giorgija Maisašvilija.